# Casignana
Casignana ist eine italienische Stadt in der Metropolitanstadt Reggio Calabria in Kalabrien mit 670 Einwohnern (Stand 31. Dezember 2023).

## Lage und Daten
Casignana liegt 85 km östlich von Reggio Calabria am östlichen Abhang des Aspromonte. Die Nachbargemeinden sind Bianco, Bovalino, Caraffa del Bianco, San Luca und Sant’Agata del Bianco.

## Sehenswürdigkeiten
Sehenswert ist die Kirche von S. Rocco. Im Inneren befindet sich ein Gemälde aus dem 15. Jahrhundert. Im Ort befindet sich die Ruine einer römischen Villa.